# Nowa Żelazna
Nowa Żelazna – kolonia w Polsce położona w województwie łódzkim, w powiecie łęczyckim, w gminie Daszyna.
| SIMC    | Nazwa    | Rodzaj        |
| ------- | -------- | ------------- |
| 0562554 | Adamów   | część kolonii |
| 0562560 | Izabelin | część kolonii |
| 0562577 | Marysin  | część kolonii |

W latach 1975–1998 miejscowość administracyjnie należała do województwa płockiego.
Wierni Kościoła rzymskokatolickiego należą do parafii św. Jana Chrzciciela w Mazewie, a wierni Kościoła Starokatolickiego Mariawitów do parafii św. Mateusza Apostoła i Ewangelisty i św. Rocha Wyznawcy w Nowej Sobótce.